# 伍家岗长江大桥
伍家岗长江大桥，位于中华人民共和国湖北省宜昌市，为连接该市点军区与伍家岗区的过江通道，是一座悬索桥。该桥是宜昌市的第九座长江大桥，也是该市城区的第一座主跨度千米级的大桥。大桥于2016年11月16日开工建设；2021年1月18日，大桥主桥合龙；2021年7月30日试通车，8月2日上午9点对社会车辆开放通车。

## 基本情况
伍家岗长江大桥为中华人民共和国国务院确定的《长江经济带综合立体交通走廊规划 (2014-2020年)》中湖北省19条过江通道之一，也是《宜昌市中心城区快速路系统专项规划》中“四纵五横”快速路网中的横三的组成部分。该桥作为宜昌新区第九批重点项目开工额度最大的项目，与同时开工的峡州大道（柏临河—先锋路）、沙河综合整治项目同为宜昌市政府首批PPP推介项目，也是该市实施的第四个PPP项目。该桥是构建宜昌城区“内、中、外”快速路网的重要控制性工程，也是宜昌市内中外三环的中环闭合项目。大桥建设工期为4年，项目总投资33.66亿元。车道为双向六车道，车速限制每小时80千米，不设收费站。

## 位置
大桥南起点军区江城大道，跨谭艾路、滨江路、长江、伍临路，止于伍家岗区花溪路，在起点及跨伍临路处分别设置艾家互通、伍临路互通，项目远期预留与三峡翻坝高速公路相衔接的条件。
该桥位于宜万铁路宜昌长江大桥下游约5（3.1英里）处，宜昌长江公路大桥上游约6.3（3.9英里）处。大桥主线全长约2,813（9,229英尺），主桥全长1,852（6,076英尺），桥宽31.5（103英尺），主跨1,160米悬索桥一跨过江。

## 设计
中铁大桥局的设计方案在评审中胜出，名为“楚水宜城”。大桥桥塔采用门型桥塔，塔柱截面采用正方形。桥塔顶部横梁设计成中国风的“水纹”，造型线条也汲取了宜昌市花“百合”线条。横梁与塔柱之间做弧形过渡处理，弱化了桥塔与横梁的垂直造型冲突，桥塔顶部的鞍罩采用简欧风格。

## 环境保护
伍家岗长江大桥位于中华鲟自然保护区缓冲区，也是江豚、胭脂鱼的活动密集区。为保护中华鲟等洄游不受影响，大桥主桥设计采用主跨1160米悬索桥“一跨过江”的方案，不在水中建桥墩，有效保证了长江航道不断航，还保护了周边环境及长江珍稀生物多样性。

## 历史
- 2013年7月，伍家岗长江大桥启动前期工作[17]。
- 2014年，伍家岗长江大桥列入国务院《长江经济带综合立体交通走廊规划（2014—2020年）》[17]。
- 2016年11月16日，伍家岗长江大桥开工建设并举行奠基仪式[3]。
- 2017年2月23日，伍家岗长江大桥江北桩基开钻[18]；
  - 4月，伍家岗长江大桥全面开工建设[17]。
- 2018年3月25日，伍家岗长江大桥进入塔柱施工。[3]
- 2019年9月21日，伍家岗长江大桥两岸主塔封顶，大桥转入上部结构施工[19]；
  - 12月25日，伍家岗长江大桥完成先导索过江。[20]
- 2020年4月11日，伍家岗长江大桥完成北岸主塔格栅构件吊装[21]；
  - 4月22日，伍家岗长江大桥北岸主塔主索鞍吊装就位[21]；
  - 4月28日，伍家岗长江大桥散索鞍安装完成[21]；
  - 5月7日，伍家岗长江大桥进行主桥猫道牵引系统架设[21]；
  - 6月30日，伍家岗长江大桥进行猫道系统变位钢架安装[22]；
  - 7月31日，伍家岗长江大桥完成猫道及首根主缆索股架设[15]。
- 2021年1月18日，伍家岗长江大桥主桥合龙。[23]
  - 4月16日，伍家岗长江大桥发布征名公告并开展大桥名称征集活动[24]；宜昌市住房和城乡建设局提供了三个建议命名方案和理由，分别是：伍家岗长江大桥、荆门山长江大桥、尔雅长江大桥。[25]
  - 4月19日，伍家岗长江大桥进行桥面沥青铺装[26]；
  - 5月25日，伍家岗长江大桥进行桥体涂装与施工猫道拆除作业[27]；
  - 6月2日，伍家岗长江大桥进行主塔涂装及栏杆、照明等附属设施安装[28]。
  - 7月20日，伍家岗长江大桥主桥进行静载试验。[29][30]
  - 7月22日，伍家岗长江大桥进行动载试验。[31]
  - 7月30日，伍家岗长江大桥试通车。[9][10]
  - 8月2日上午9点，对社会开放通车。[10]

## 照片
建设中

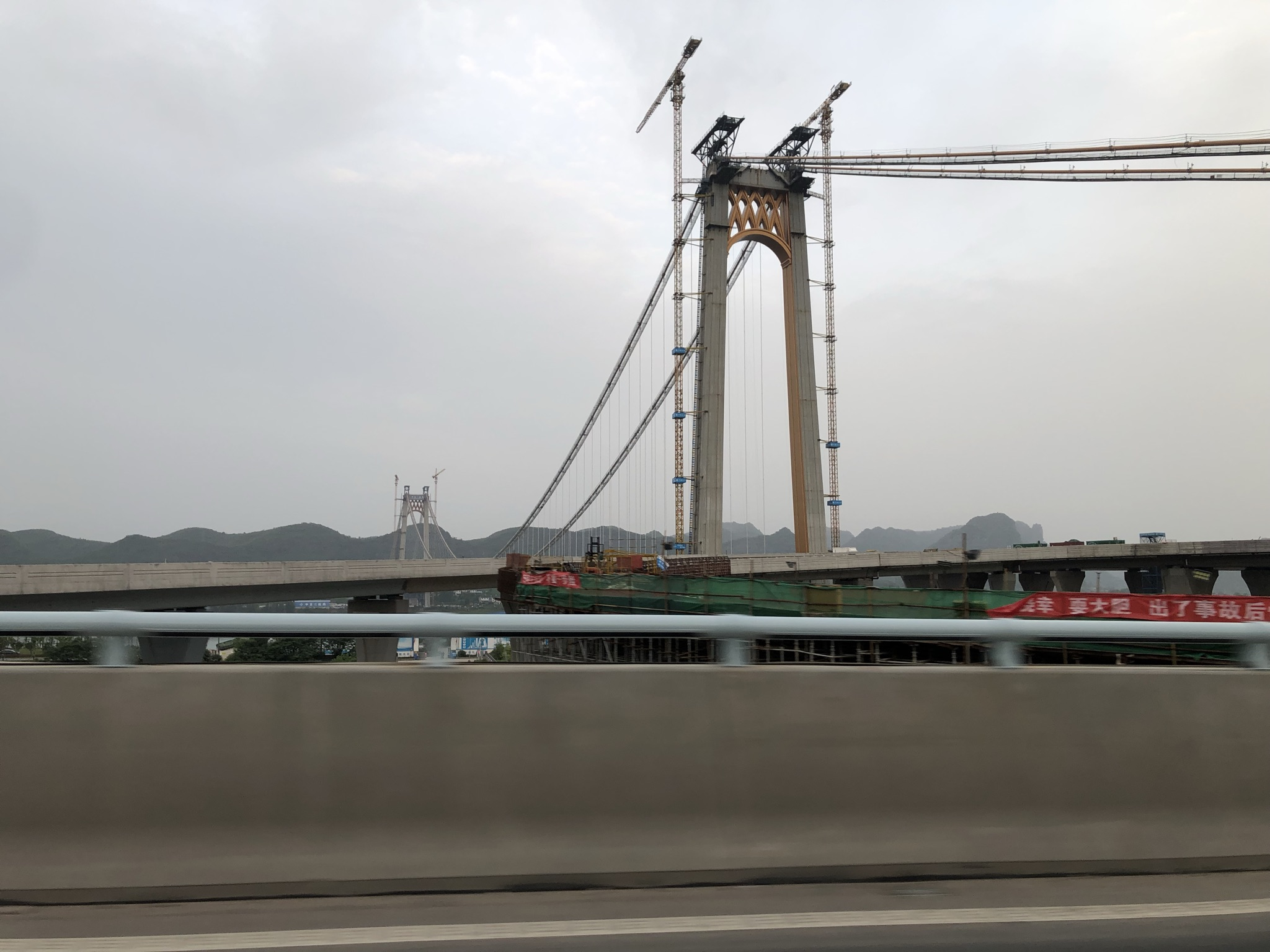
2021年5月
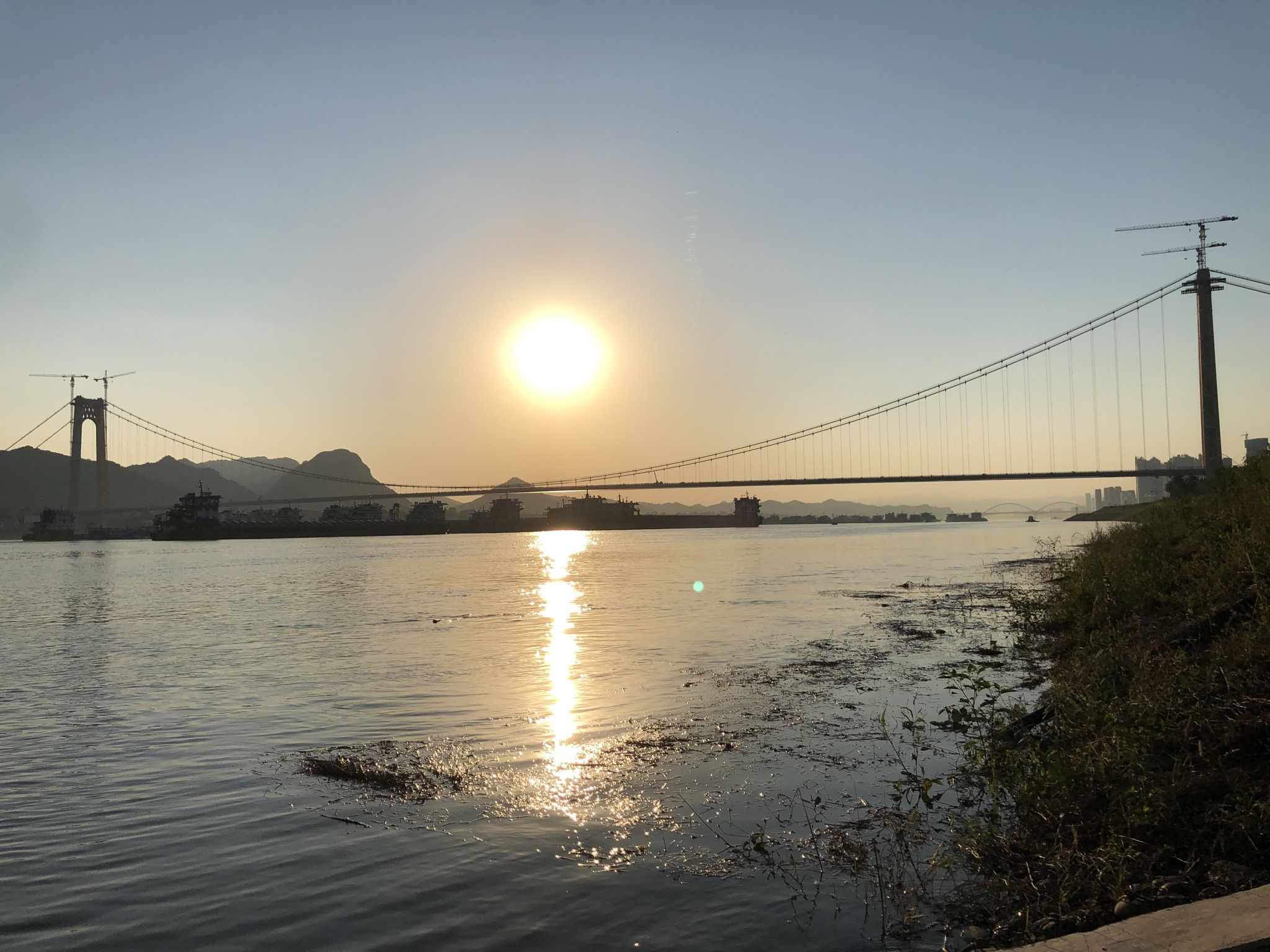
2021年6月
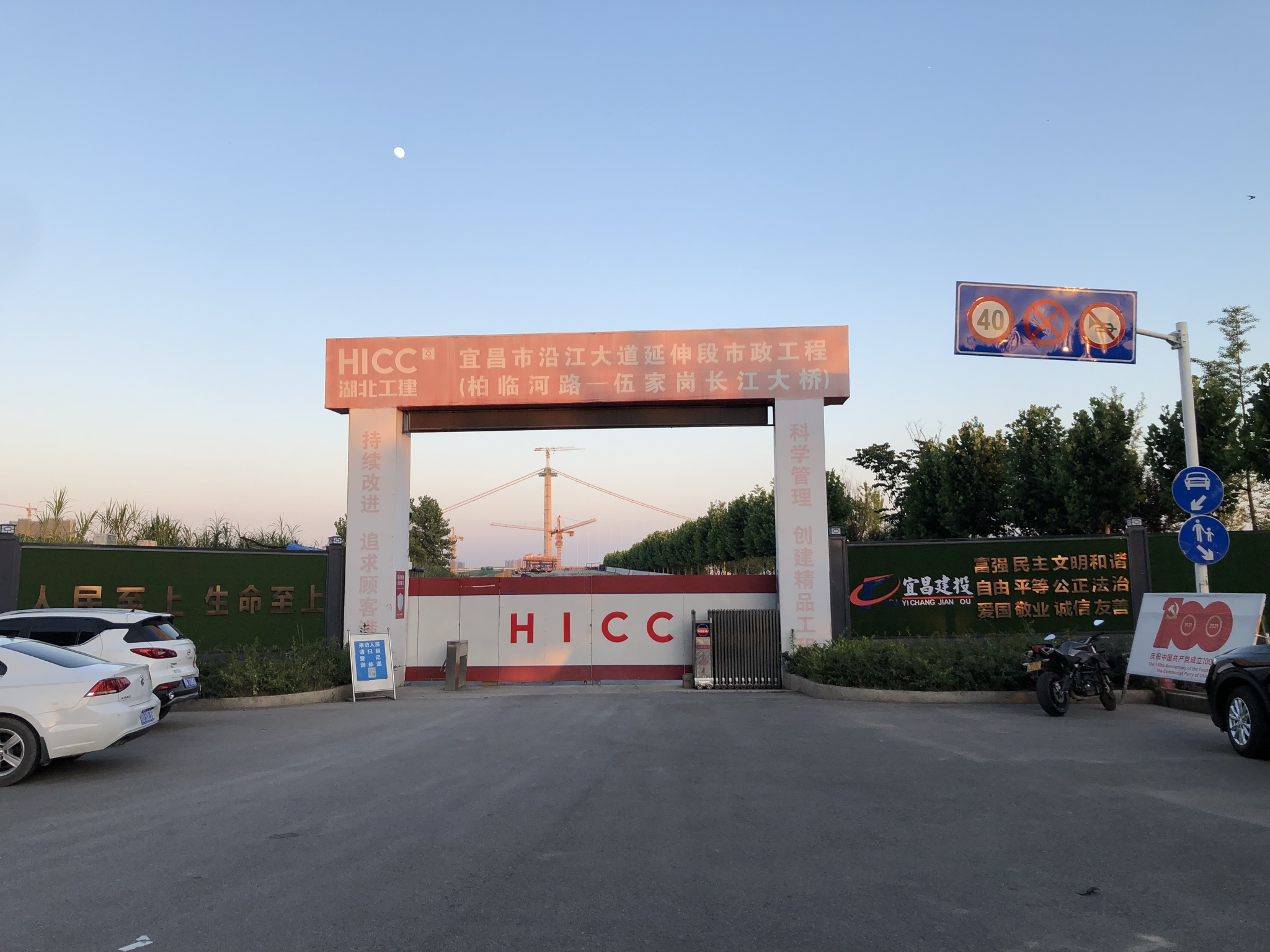
宜昌市沿江大道延伸段（柏临河路至伍家岗长江大桥）

通车

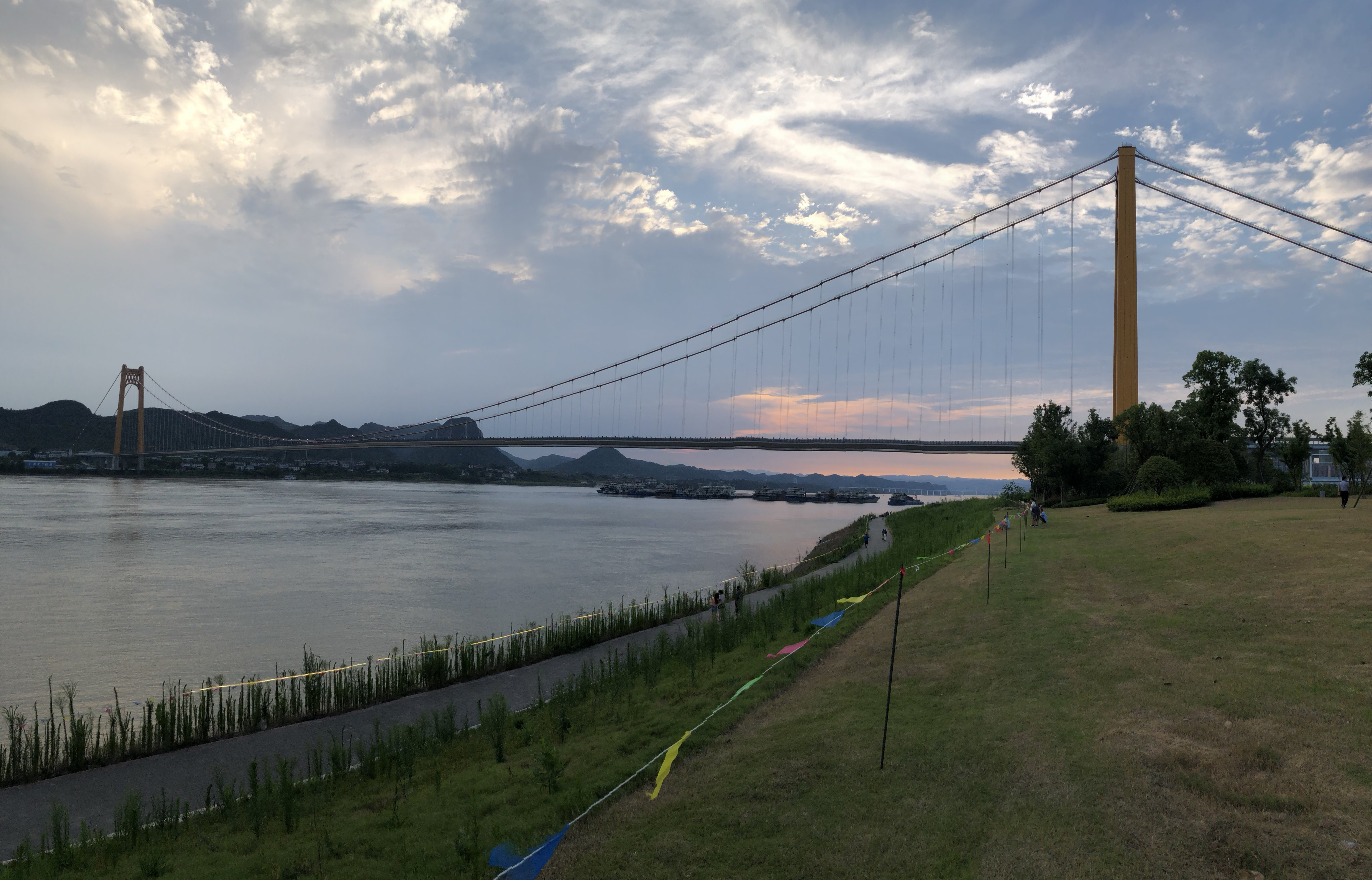
7月30日试通车
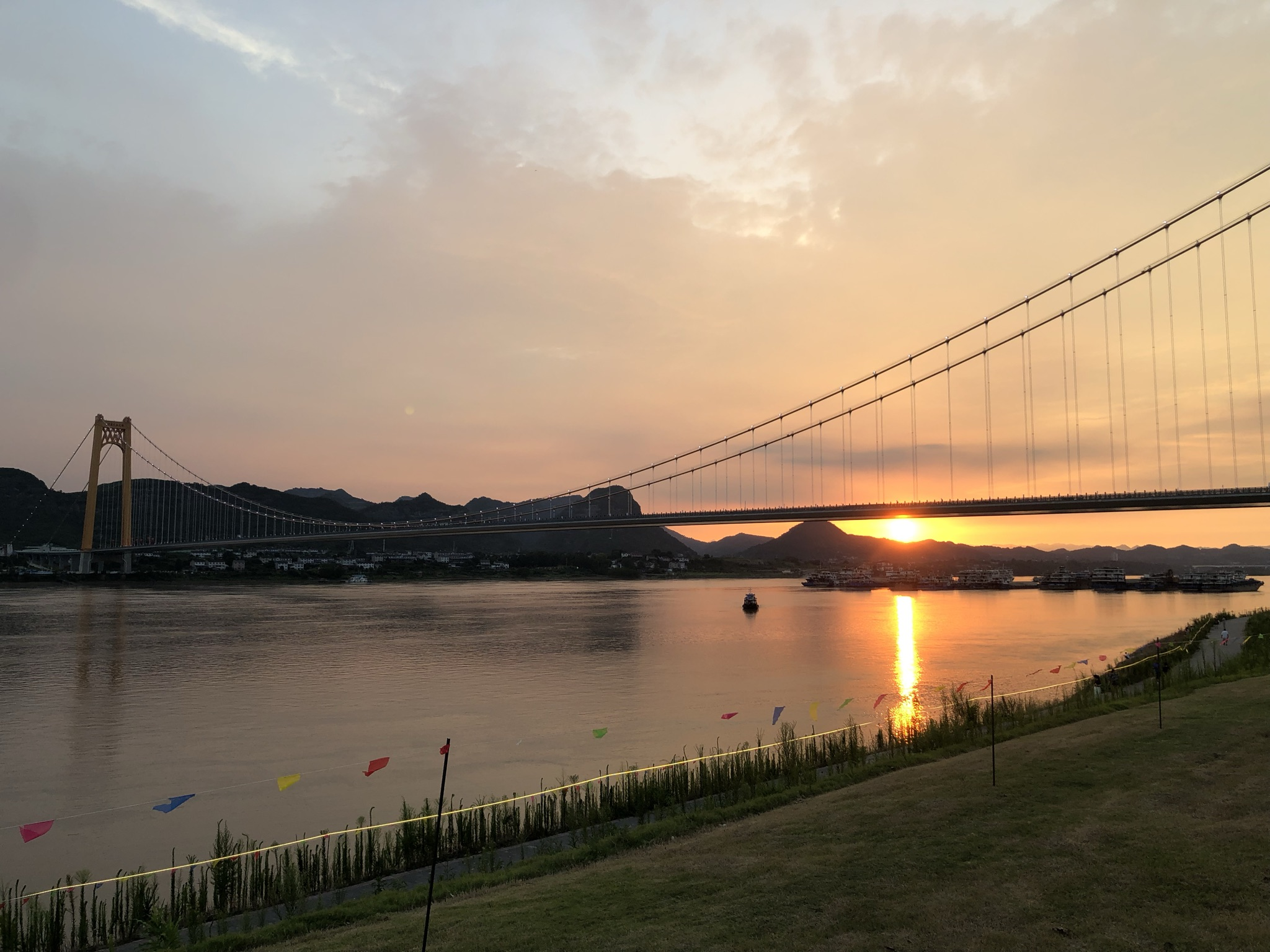
7月30日试通车
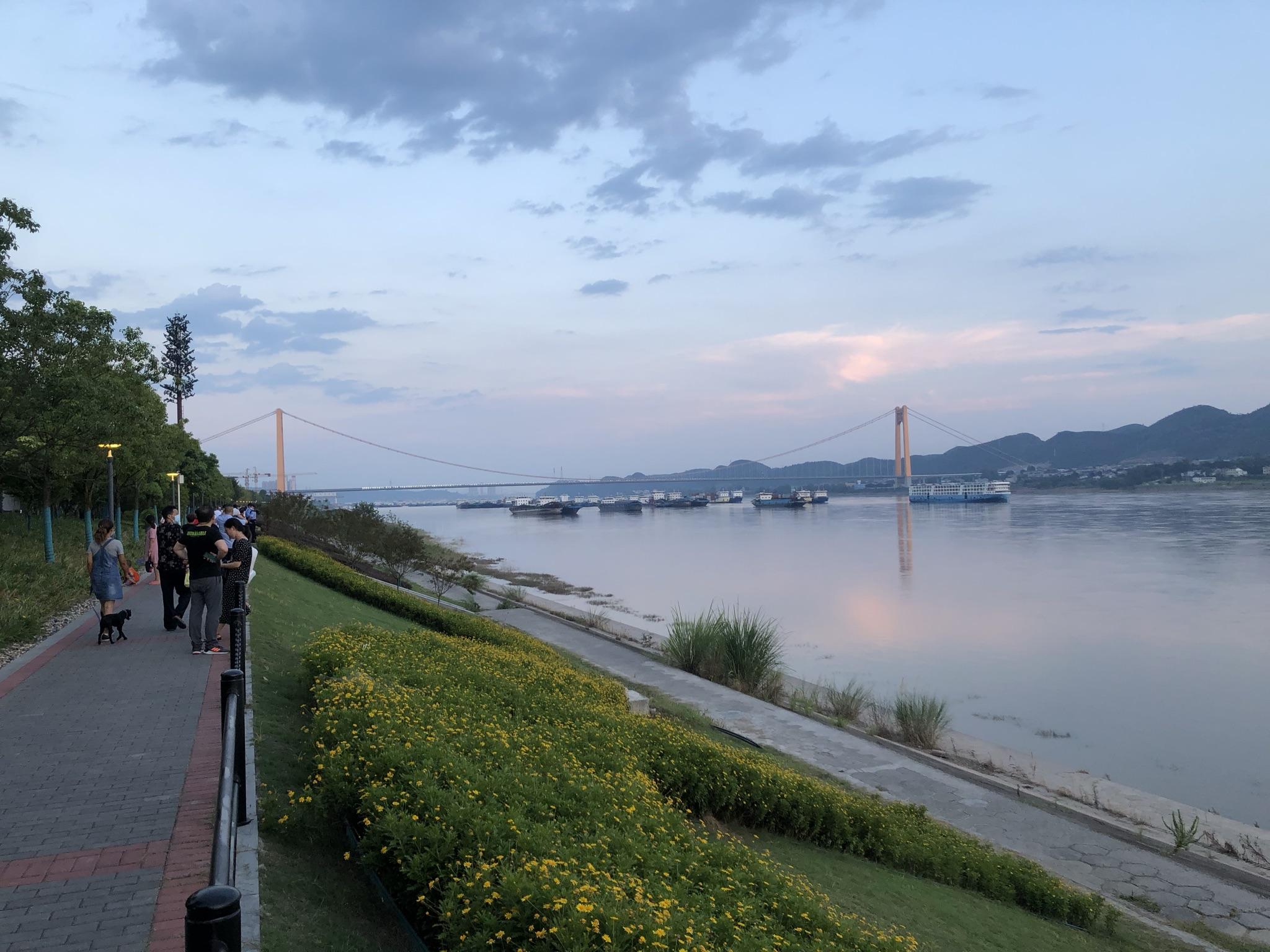
7月31日无人机灯光秀
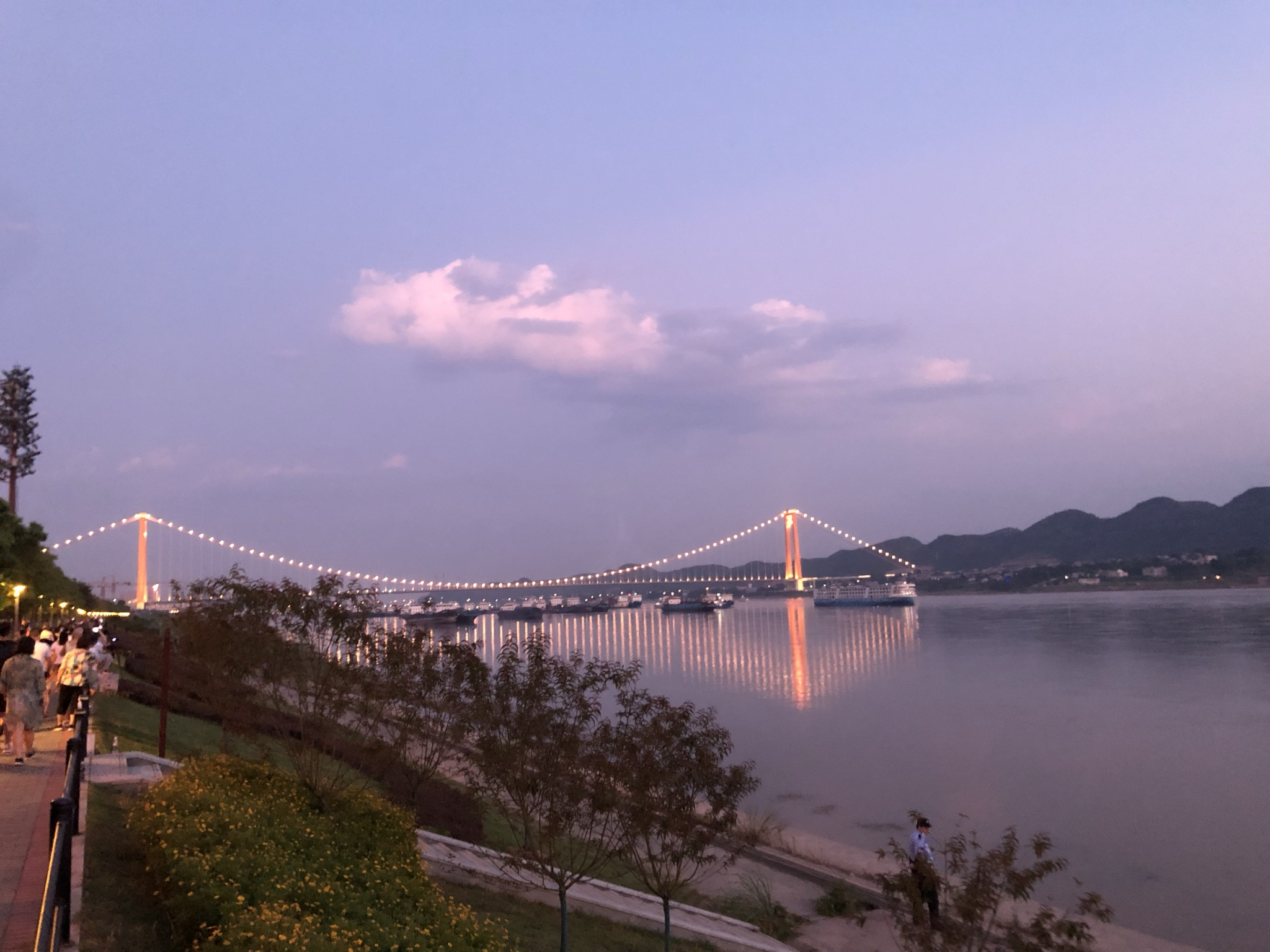
7月31日无人机灯光秀
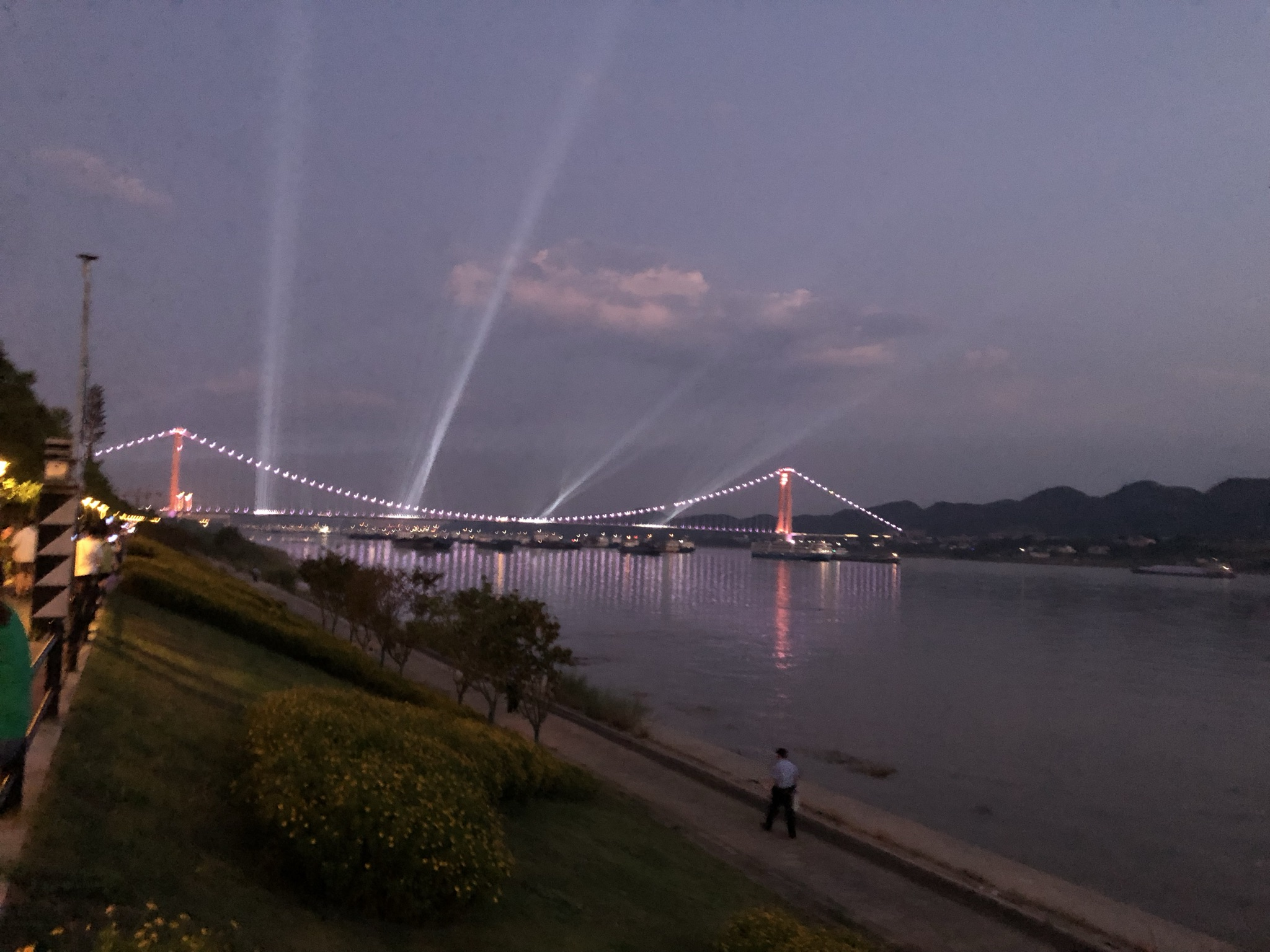
7月31日无人机灯光秀
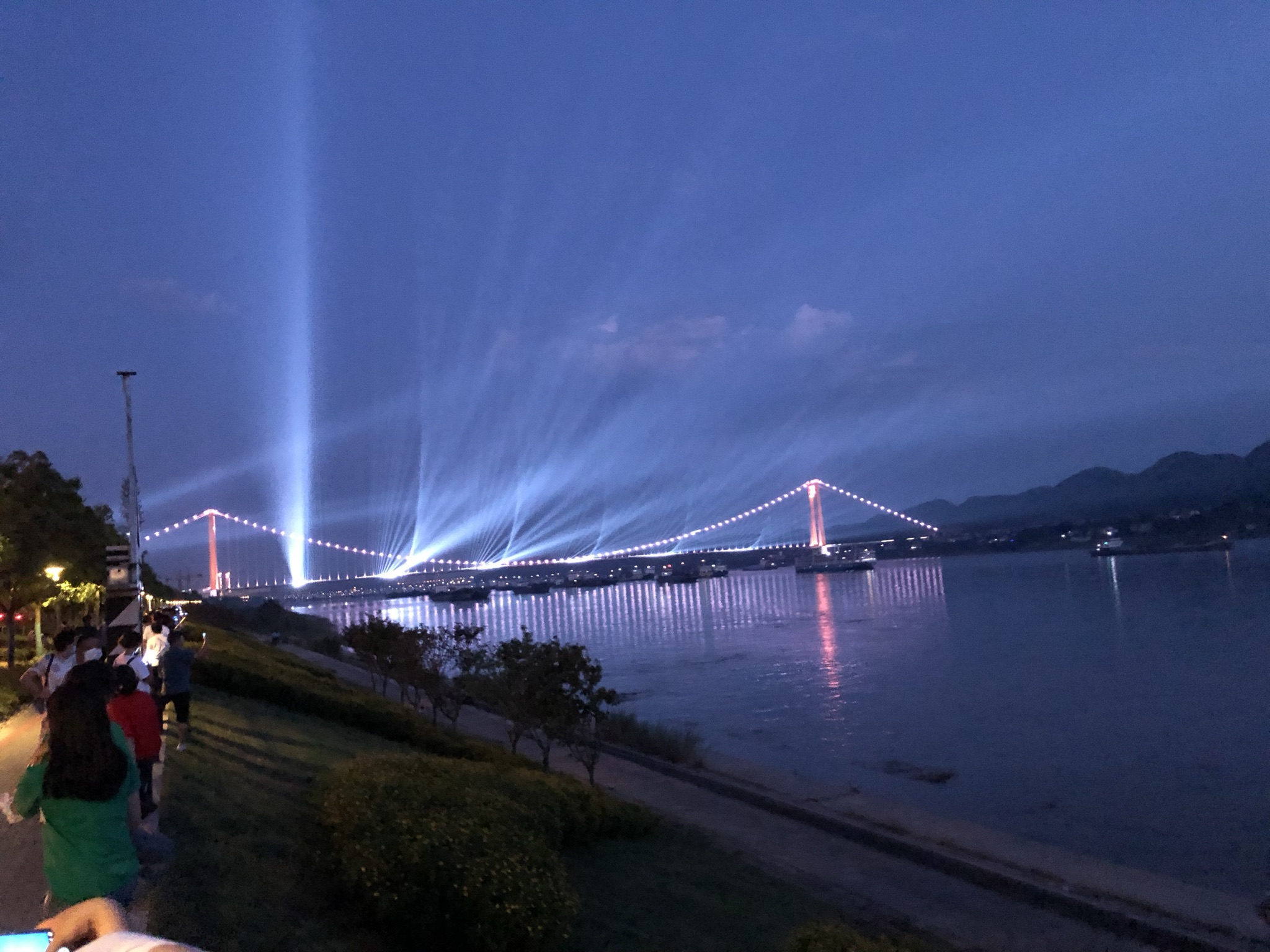
7月31日无人机灯光秀
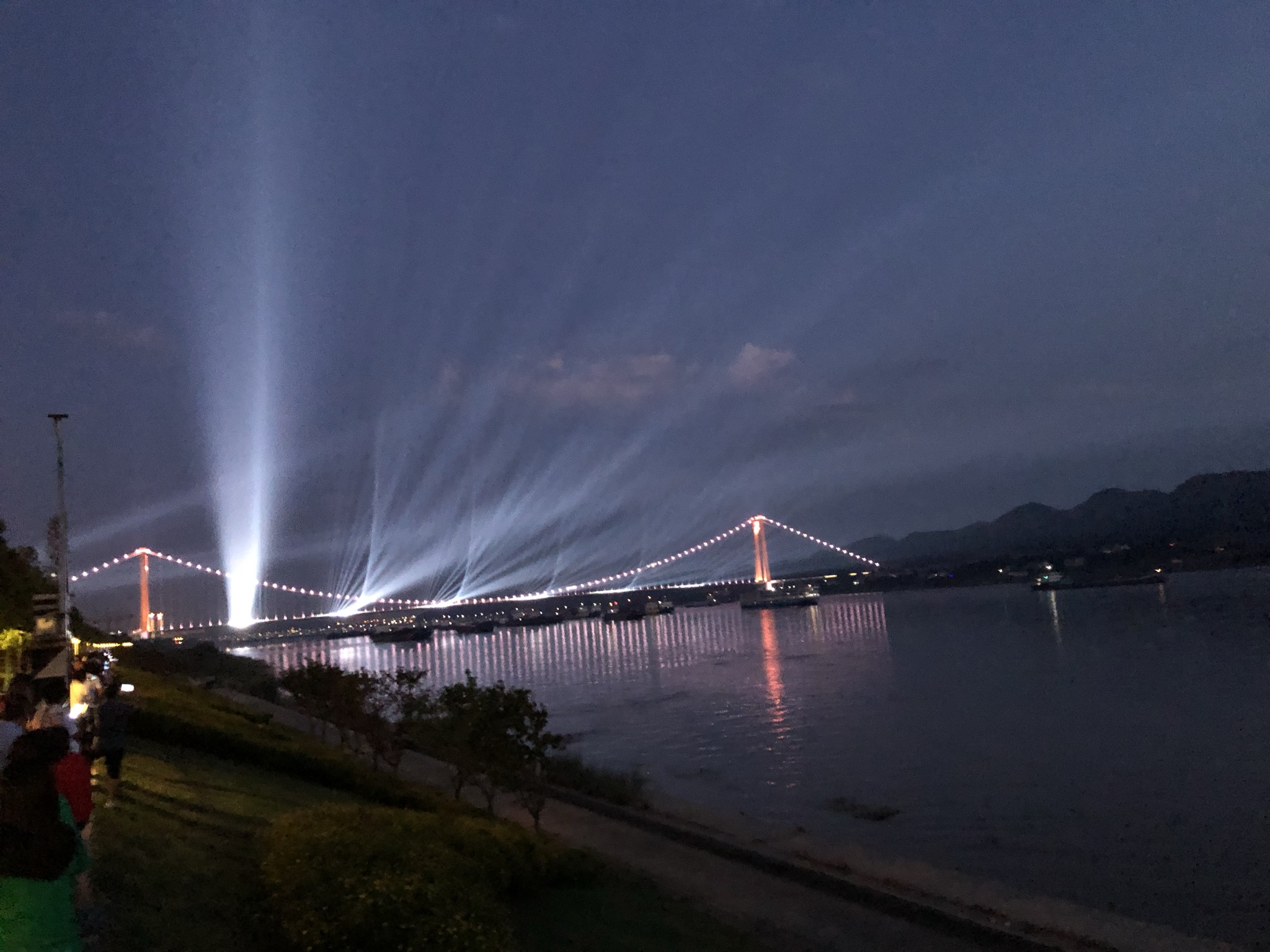
7月31日无人机灯光秀
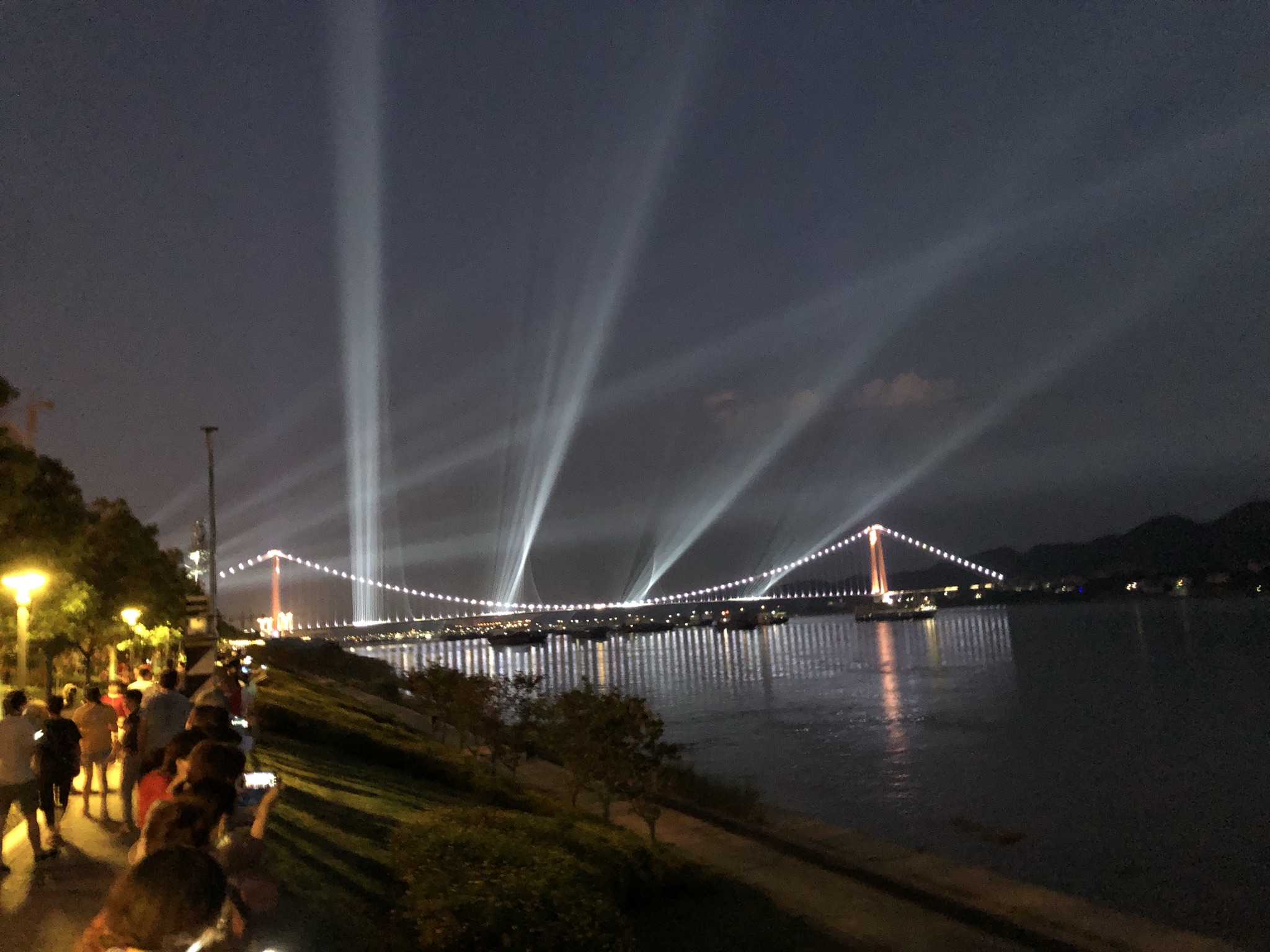
7月31日无人机灯光秀
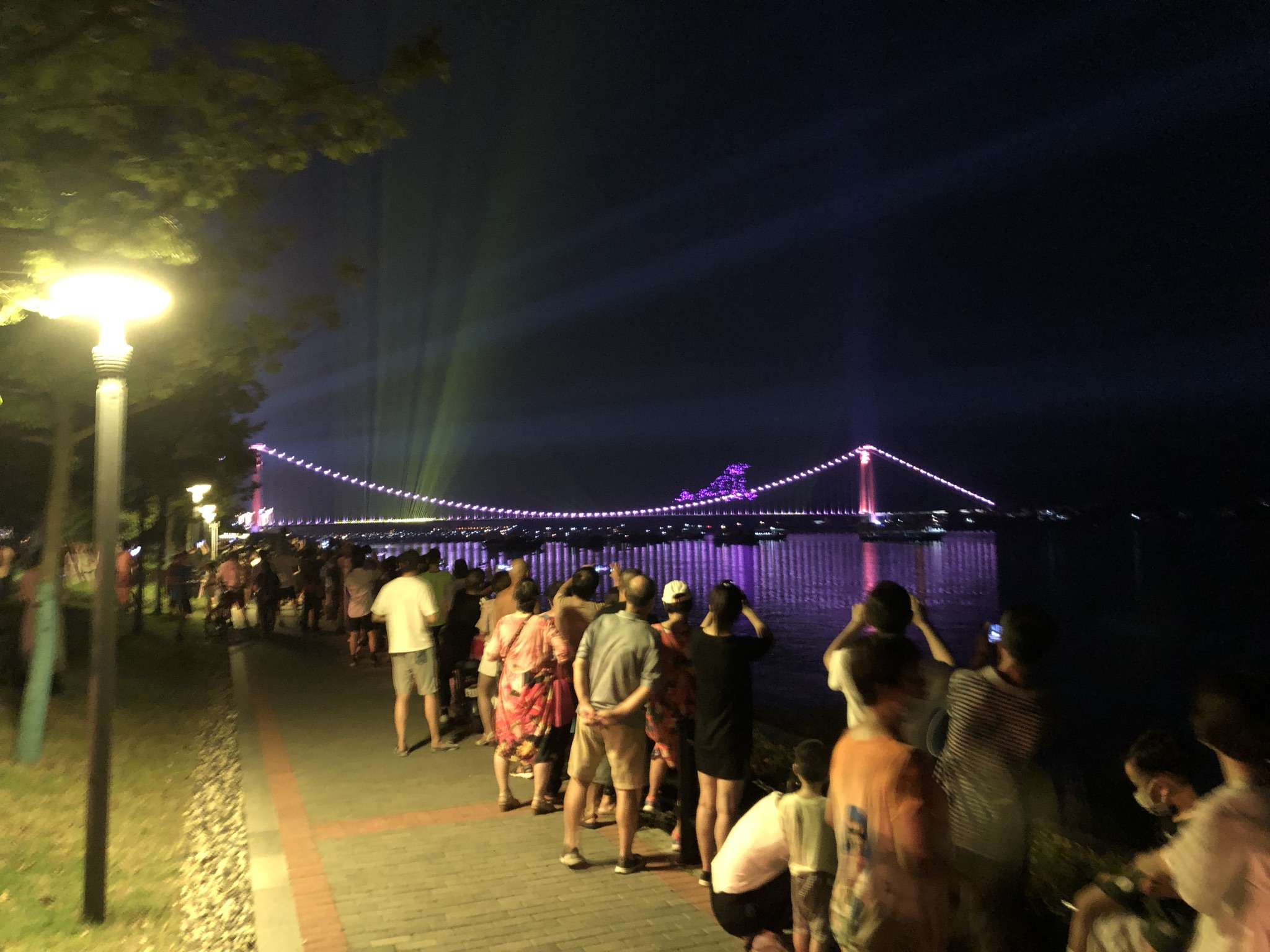
7月31日无人机灯光秀
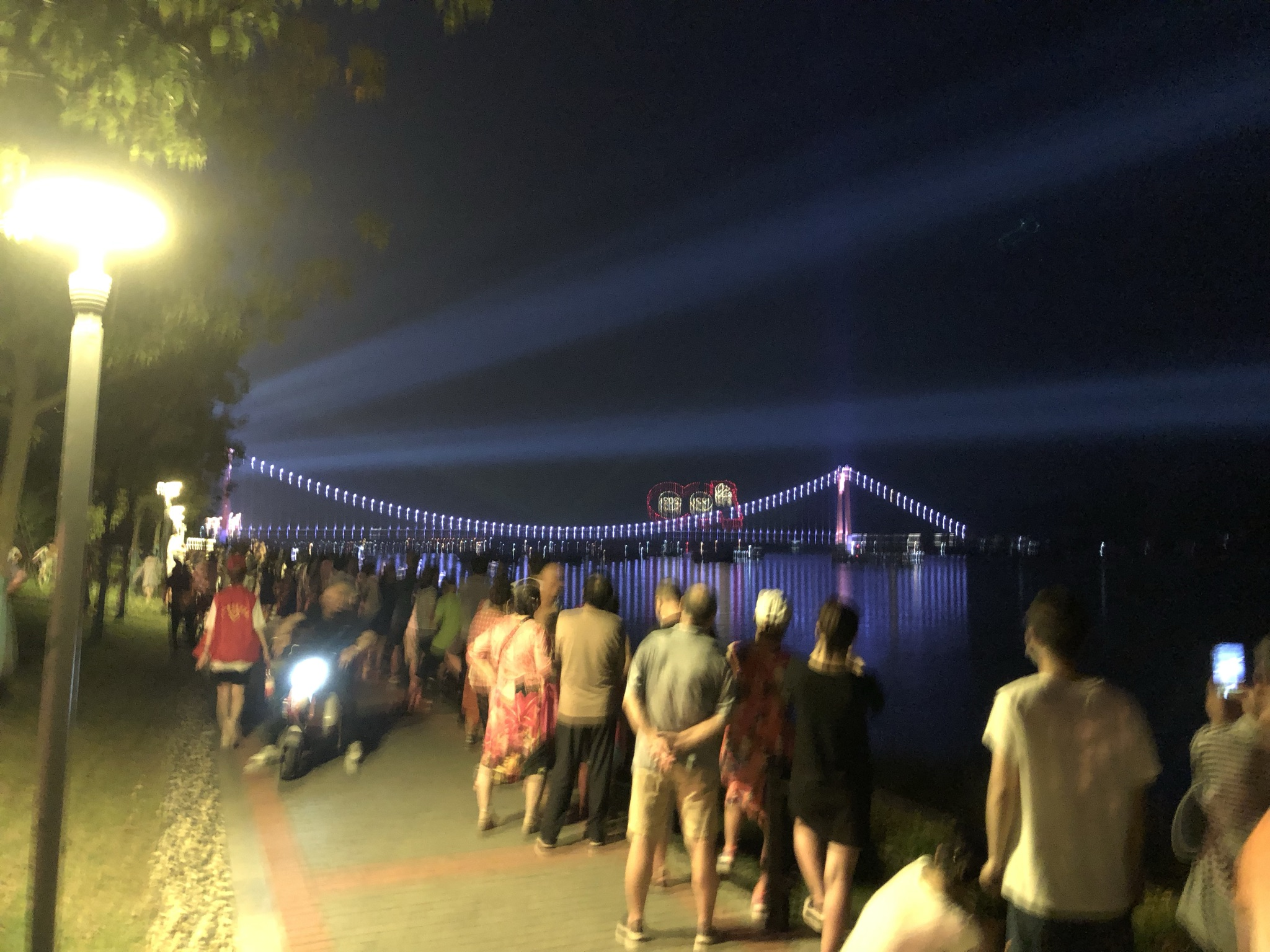
7月31日无人机灯光秀
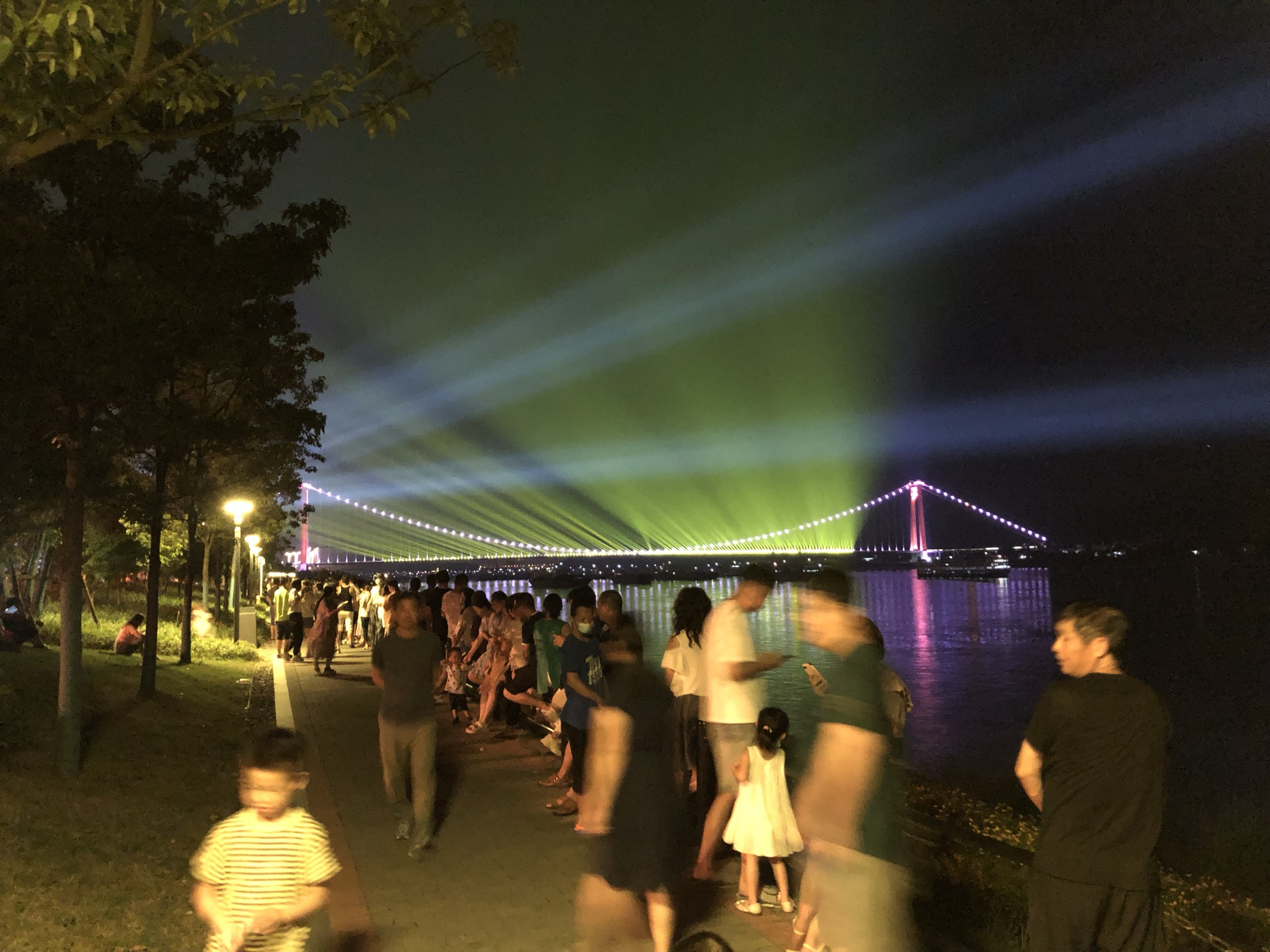
7月31日无人机灯光秀
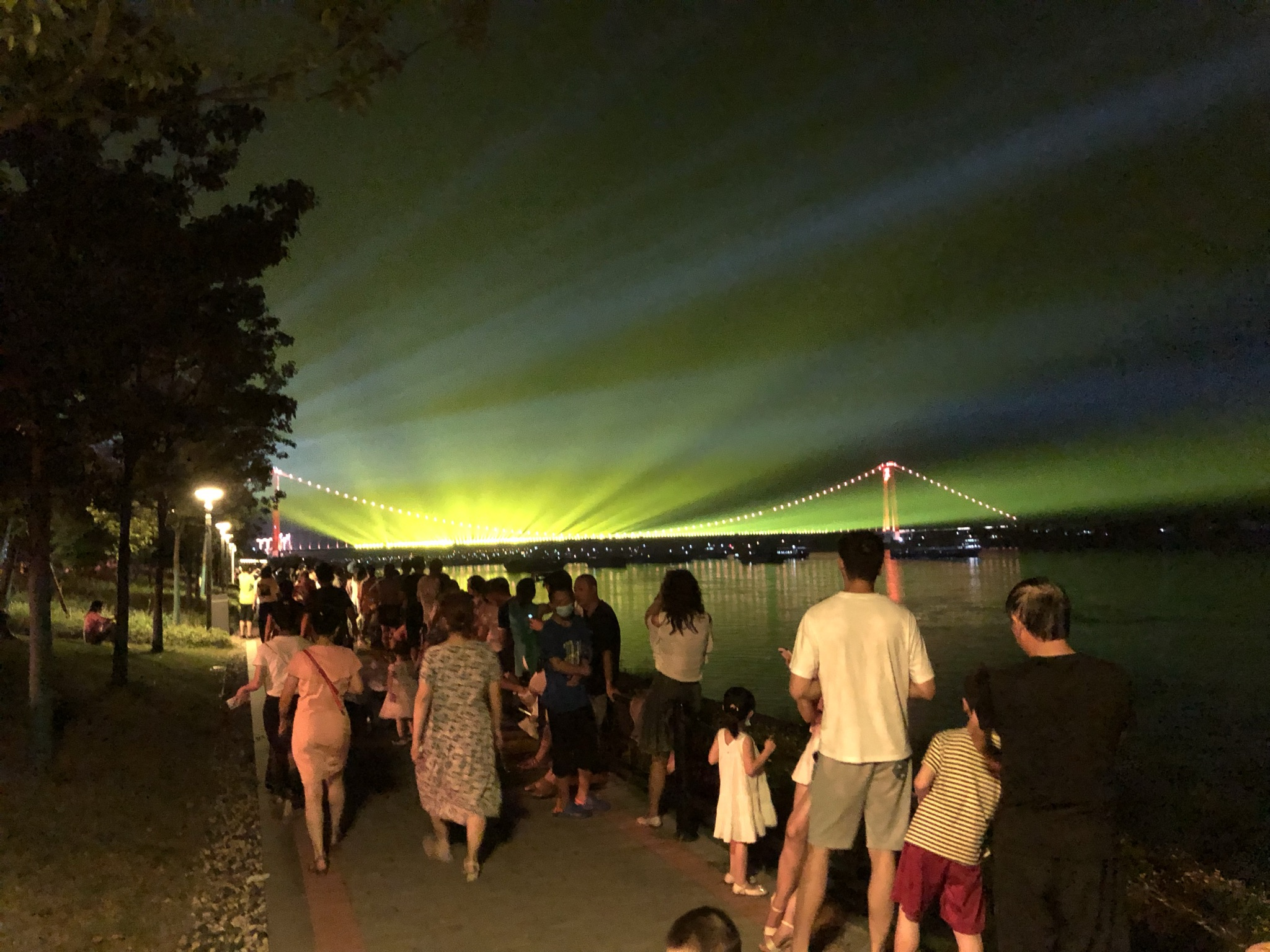
7月31日无人机灯光秀